# Longmen

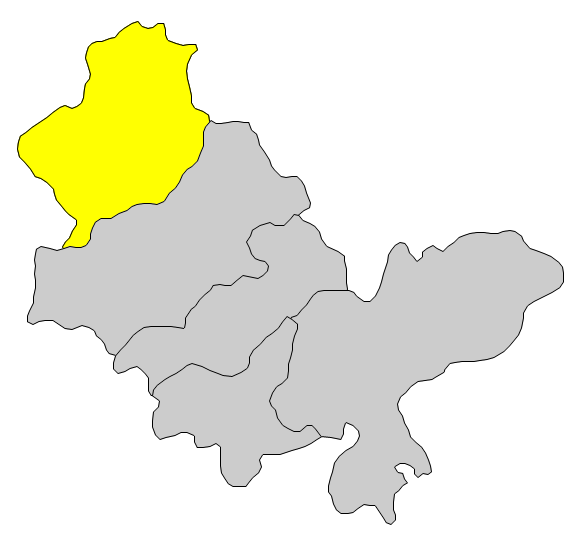
Lage des Kreises Longmen innerhalb des Verwaltungsgebietes von Huizhou

Der Kreis Longmen (chinesisch 龙门县, Pinyin Lóngmén Xiàn) ist ein Kreis in der südchinesischen Provinz Guangdong. Er gehört zum Verwaltungsgebiet der bezirksfreien Stadt Huizhou. Longmen hat eine Fläche von 2.267 km² und zählt 319.183 Einwohner (Stand: Zensus 2020).

## Administrative Gliederung
Auf Gemeindeebene setzt sich der Kreis aus einem Straßenviertel, acht Großgemeinden und einer Gemeinde (der Yao) zusammen. 